# Argyrostrotis deleta
Argyrostrotis deleta là một loài bướm đêm trong họ Erebidae.

## Hình ảnh

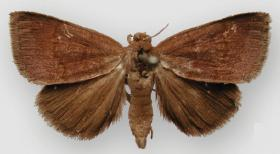
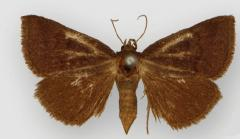